# Половничество
Половничество (укр. половинщина; фр. métayage, итал. mezzadria; нем. theilbau, theilpacht) — в землепользовании такая форма аренды, при которой съёмщик нанимает землю не за деньги, а за долю производимого продукта, выплачиваемую натурой, — половину (отсюда и название), меньше или больше. Половничество представляет собой частный случай издольщины.
В иных местах к этому присоединяются какие-нибудь отработки. Крестьянин-дольник — половник.

## Распространение
В период господства натурального хозяйства половничество было сильно распространено во всей Европе. К началу XX века оно практиковалось преимущественно в Средней Франции, на юге Европы, во всей России, в Передней Азии и Японии. Половничество — древняя обычная форма пользования землёй во Франции. Артур Юнг, путешествовавший по этой стране перед началом революции, нашел фермеров лишь в 1/6 — 1/7 части территории; всё остальное было занято половниками.
Половничество встречалось там, где натуральное хозяйство еще не вполне уступило место денежному, где сельскохозяйственные капиталы земледельческой массы были слабо развиты, где долговременное обязательство выплачивать арендную плату деньгами было рискованным. Поэтому половничество комбинировалось чаще всего с погодным наймом земли или вообще с краткосрочной арендой (в России и Италии — обыкновенно 1 год, во Франции — 3 года).

## Оплата
Натуральная плата бывала иногда фиксирована, но редко, — из-за риска неурожая. Почти всегда плата составляла определённую долю продукта — половину (отсюда и название), меньше или больше.
В западных половничествах капитал производства (орудия, скот, семена) нередко принадлежали владельцу, а съёмщику — только труд. В России собственник давал большей частью лишь землю, которую наниматель обрабатывал своими средствами. В Тоскане половник давал половину семян на посев и половину удобрения; землевладелец нёс на себе издержки по ремонту хозяйства и получал чаще всего половину жатвы (иногда ⅔), приплода скота и прочих продуктов. В Каталонии все расходы несли на себе половники, а потому отдавали лишь ½ продуктов. Доля съемщика понижалась на лучших землях и при урожае травы, и наоборот. Денежные повинности лежали на собственнике, натуральные — на съемщике.
Высота платы регулировалась обычаем и повышалась путём надбавки отработков, пока стоимость последних не поднималась до стоимости следующей крупной дроби продуктов (⅓ без отработков, ⅓ + мал. отраб., ⅓ + бол. отраб., ½ без отраб. и. т. д.). Процесс был длителен, рост натуральных плат был медленнее, чем рост денежных; но абсолютные размеры первых всегда были выше последних.
Такая форма аренды не давала нанимателю никаких стимулов для подъёма производительности земледелия. Не было их и у собственника участка, и хозяйство не прогрессировало. Сказанное легко понять из следующего расчёта, приводимого В. Рошером. Пусть валовой доход овса на гектар = 125 франков при 45 фр. расходов производства, а доход пшеницы = 250 фр. при 120 фр. расходов. Очевидно, собственник и арендатор за деньги предпочтёт вторую культуру первой, так как чистый доход овса всего = 80 фр., а пшеницы = 130 фр. Но половник рассчитывал иначе. В первом случае, при отдаче собственнику ½ валового дохода — 63 фр., ему оставался чистый доход (62—45) в 17 фр., а во втором, при отдаче 125 фр., оставалось только (125—120) 5 франков. Первая культура, следовательно, для половника была выгоднее второй.

## Препятствия к развитию сельского хозяйства
Вообще, так как половник отдавал собственнику часть валового дохода, а все издержки нёс сам, ему всегда была выгоднее та система хозяйства, которая требовала меньше расходов, то есть более экстенсивная. Но и собственник не имел выгоды делать капитальные затраты на участке, сданном половнику, так как мог воспользоваться лишь частью продуктов, составлявших увеличение производительности земледелия.
Препятствия к развитию сельского хозяйства при половничестве были настолько сильны, что этот контракт не встречался ни в одной стране с господством высших культур: не было его в Англии, в плодороднейших частях Франции и Германии и т. п.

## Меньший риск
Половничество имело, однако, и другую сторону, которая объясняла живучесть этой формы землепользования. Арендатор за деньги нёс на себе весь риск неурожая, половник же рисковал гораздо меньше. Последний мог в крайнем случае ничего не получить от своего участка; но платить больше, чем получил, как в случае с первым, ему никогда не приходилось. Далее, денежная плата требовала немедленного сбыта продуктов земледелия, несмотря на упадок цен и могущий от того произойти для съемщика убыток. От этого неудобства половник также был избавлен. Ему не приходилось считаться с хлебными ценами и с последствиями курсовых колебаний.
В Лионском регионе Франции, по сообщению Гаспарена, в 1816 и 1817 гг. много половников обратилось в фермеров (за деньги), но с 1828 г. низкие цены на хлеб заставили их снова вернуться к половничеству. То же явление тогда же имело место и в Германии.
Равным образом и для собственников возможность получить большую плату натурой (особенно при урожае) и меньший риск несостоятельности нанимателей составляли побудительные мотивы для удержания половничества.
Так что, эта форма землепользования при известных условиях представляла выгодные стороны, а при иных — действовала в обратном направлении. Именно поэтому одни писатели считали её наихудшей разновидностью аренд (например, Адам Смит, Артур Юнг и другие), а другие — наилучшей (Сисмонди, Бастиа). С увеличением населения, с уменьшением земельного простора и с уничтожением натурального хозяйства половничество исчезло, уступив место денежным формам найма.